# Efecte Forer
L'efecte Forer, o també anomenat efecte Barnum, és un fenomen psicològic comú en el qual els individus tenen tendència a donar bones puntuacions a l'exactitud de les descripcions de la seva personalitat que se suposa que han estat confeccionades especialment per a ells, encara que en realitat siguin prou vagues i generals com per poder-se aplicar a una gran diversitat de persones. Aquest efecte explica en part l'acceptació molt estesa de certes pràctiques i creences com l'astrologia, la grafologia, la predicció del futur dels endevins i alguns tipus de tests de la personalitat.
L'efecte Forer és un exemple específic de l'anomenat "fenomen d'acceptació", que descriu la tendència general dels éssers humans "per acceptar gairebé qualsevol retroalimentació de personalitat falsa".
Un efecte d'un fenomen més genèric però relacionat amb aquest és la validació subjectiva. La validació subjectiva es dona amb dos fets que no estan relacionats o que són aleatoris quan una persona hi percep una relació a causa d'una creença o hipòtesi seva que exigeix algun tipus de relació. Hi ha gent que, d'aquesta manera, busca una correspondència entre la seva percepció de la seva pròpia personalitat i el contingut d'un horòscop.

## L'experiment de Stagner
Al 1947, el psicòleg Ross Stagner va demanar a diversos directius passar un test de personalitat. Després d'haver pres la prova, Stagner, en comptes de respondre amb retroalimentació sobre la base de les seves respostes individuals, va presentar a cada un d'ells una realimentació generalitzada que no tenia cap relació amb les seves respostes de prova, però que era, en canvi, sobre la base dels horòscops i similars. Llavors se'ls va preguntar a cada subjecte que quantifiquessin la precisió de l'avaluació donada. Més de la meitat va descriure l'avaluació com a molt precisa, i gairebé cap el va descriure com a molt errònia.

## La Demostració de Forer
Bertram R. Forer va ser un psicòleg nord-americà, es va doctorar en Psicologia Clínica a la Universitat de Califòrnia als anys 30. Va exercir d'administrador a un hospital militar francès durant la Segona Guerra Mundial.
L'any 1948, va dur a terme un estudi, el qual va realitzar arran d'una discussió amb un grafòleg que li oferí “llegir-li” la personalitat a partir de la seva escriptura amb l'únic argument de validesa de la seva pràctica al fer que els seus clients sempre consideraven les seves conclusions molt encertades. L'experiment va ser publicat un any després amb el nom: “The fallacy of personal validation: A classroom demonstration of gullibility” al Journal of Abnormal and Social Psychology. Així doncs, va realitzar un test de personalitat als seus estudiants, els va dir que cadascun d'ells rebria una anàlisi personalitzada de la seva personalitat basat en els resultats del seu test. Una setmana després Forer va entregar a cada alumne els resultats individualment i els va demanar que el puntuessin segons el grau d'exactitud amb què definia la seva personalitat individual.
En realitat, cada alumne va rebre el mateix informe de resultats, amb la següent llista d'afirmacions:
| « | (català) 1. Necessites agradar a la gent i sents una gran necessitat de ser admirat. 2. Tens tendència a ser crític amb tu mateix. 3. Tens un gran potencial que encara no has aprofitat. 4. La teva personalitat té certes febleses però generalment arribes a compensar-les d'alguna manera. 5. La teva orientació sexual t'ha creat algun problema. 6. Ets disciplinat i controlat exteriorment però per dins tens tendència a preocupar-te i sentir-te insegur. 7. De vegades tens dubtes molt seriosos sobre si has pres la decisió correcta o fet allò que calia. 8. Agraeixes que hi hagi certs canvis i varietat en la teva vida i et frustra de sentir-te limitat per restriccions. 9. Et sents orgullós de ser un pensador independent i no acceptes les afirmacions dels altres si no aporten proves que et convencin. 10. T'has adonat que no va ser intel·ligent de mostrar-te amb tota franquesa tal com ets davant d'altres. 11. De vegades ets extravertit, afable i sociable, mentre que d'altres vegades et sents insegur i ets introvertit i reservat. 12. Algunes de les teves aspiracions tendeixen a ser prou poc realistes. 13. Un dels teus objectius principals a la vida és d'obtenir seguretat. | » |

La puntuació mitjana va ser de 4.26 en una escala de 0 (molt pobre) a 5 (excel·lent). Només quan els alumnes ja van acabar d'afirmar els resultats, se'ls va revelar que en realitat cada un d'ells havia rebut el mateix informe de resultats que Forer havia calcat d'un llibre d'astrologia. El text contenia afirmacions vagues i generalistes que podien aplicar-se a la majoria de la població.
En un altre estudi que va examinar l'efecte Forer, els estudiants van posar-se a prova amb l'avaluació de la personalitat de Minnesota Multiphasic Personality Inventory per avaluar-se les respostes. Els investigadors van escriure avaluacions precises de la personalitat dels alumnes, però van donar als estudiants una avaluació precisa i alhora falsa utilitzant vaguetats generalistes. Així es va demanar als estudiants que triessin si l'avaluació de la seva personalitat era real. Més de la meitat dels estudiants (59%) va triar l'avaluació com a falsa i no realista.
Una explicació de l'efecte Forer podria ser el Principi de Pollyanna, que estableix que els individus tendeixen acceptar paraules positives amb més freqüència que les paraules negatives de retroalimentació.

## Repetició de l'estudi
Dos factors són importants per introduir aquest efecte, d'acord amb els estudis que han investigat la seva replicació. El contingut de la descripció oferida és important, amb un específic èmfasi cap als trets positius més que els negatius en les afirmacions. L'altre factor important és que la persona reconegui autoritat a qui l'està analitzant per tal de tenir una resposta basada en l'honestedat.
L'efecte és trobar de manera consistent quan les afirmacions són vagues. La gent és capaç de llegir segons els propis significats que de qui ho rep, i al nivell que les declaracions esdevenen més "personal". Les declaracions més efectives han d'incloure termes com: "a vegades" o "A vegades et sents molt segur de tu mateix, mentre que altres vegades no està tan segur." Aquesta frase es podria aplicar a qualsevol, i alhora cada persona se la podria prendre a nivell "personal" com a certa. Mantenint les declaracions vagues s'assegura molt més que l'efecte Forer es pugui observar en els estudis replicació.
L'any 2011, l'estudi va ser repetit amb les declaracions alterades per tal que es poguessin aplicar a organitzacions en comptes de persones. Els resultats van ser similars cosa que suggereix que la gent antropomorfitza les organitzacions i són crèduls quan es tracta de la interpretació de la seva personalitat.
Els estudis demostren que les persones són més propenses a creure en l'astrologia si se'ls presenten horòscops personals que els representin positivament.
A més, els individus són més propensos a acceptar les avaluacions negatives de si mateixos si perceben a les persones que presenten aquestes avaluacions com a professionals d'alt estatus.
Alguna evidència suggereix que les persones amb personalitats autoritàries o neuròtics o que tenen una necessitat major de l'habitual per a la seva aprovació, són més propensos a manifestar l'efecte Forer.

## Variables que influencien l'efecte
Estudis posteriors sobre l'Efecte Forer han mostrat que l'efecte sembla universal, ja que ha estat observat en gent de diverses cultures i localitzacions geogràfiques diverses. L'any 2009, els psicòlegs Paul Rogers i Janice Soule van conduir un estudi que comparava les tendències dels occidentals a acceptar els perfils de personalitat de Barnum amb les tendències de població xinesa. No hi van trobar diferències significatives.
De totes maneres, també van aparèixer estudis on els subjectes donen qualificacions de major precisió si es compleix el següent:
- si el subjecte creu que l'anàlisi només és vàlida per a si mateix.[9]
- si el subjecte creu en l'autoritat del seu avaluador.
- si la llista proposada per l'anàlisi conté majoritàriament trets distintius positius.

El mètode amb el que es presenten els perfils de personalitat de Forer es pot també estendre l'efecte cap a persones que s'acceptin a elles mateixes. Per exemple, els perfils de Barnum poden donar més probabilitats de ser acceptats si contenen més informació personalitzada del destinatari com podria ser el seu nom personal, més que caràcters més generalistes que podrien ser aplicats a qualsevol persona.

## Investigacions recents

### La creença en allò paranormal
Els subjectes que, per exemple, creuen en la veracitat dels horòscops tenen una major tendència a creure que les vagues generalitzacions de la resposta s'apliquen específicament a ells. Els estudis sobre la relació entre l'esquizotipia i la susceptibilitat a l'efecte Forer han mostrat altes quantitats de correlació. creences astrològiques subjectes. No obstant això, Rogers i de Soule estudi de 2009 (vegeu "Variables que influeixen en l'efecte" dalt) també van provar. Tant els escèptics xinesa i occidental eren més propensos a identificar l'ambigüitat en els perfils de Barnum. Això suggereix que les persones que no creuen en l'astrologia són possiblement influenciades menys per l'efecte.

### Rellevància de la informació signe zodiacal
L'any 1971 Bernie I. Silverman, va dur a terme un experiment on es va presentar als subjectes dotze esbossos personalitat extrets d'un conjunt d'horòscops i se'ls va demanar que triessin els quatre que millor els descrivia. Quan les descripcions no van ser identificades per signe zodiacal, els subjectes no eren particularment propensos a escollir l'horòscop del seu propi signe. Per contra, quan les descripcions van ser marcades pel signe, els subjectes eren més propensos a triar l'horòscop del seu propi signe.

### Rellevància de la informació de la data de naixement
CR Snyder i RJ Shenkel van dur a terme un estudi en el qual van demanar als seus estudiants que preparessin descripcions Barnum per a un grup de subjectes; aquestes descripcions van ser presentades als participants de l'estudi amb el pretext de ser horòscops individuals. Als subjectes d'un grup no se li demana va informació personal, mentre que en els del segon grup se'ls va demanar el seu mes de naixement; els d'un tercer grup se'ls va demanar per la data exacta del seu naixement. Els resultats de l'experiment indiquen que els que estaven al tercer grup eren més propensos a dir que els seus "horòscops" eren fets per a ells, contràriament als del primer grup, que eren menys propensos a fer-ho.

## Interpretació de l'efecte
L'Efecte Forer acostuma a tenir una estreta relació amb el desig i les expectatives. Els éssers humans tendim a atorgar més credibilitat a aquelles explicacions o arguments que ens produeixen una satisfacció en comparació a altres que no ens satisfan tant. Per aquesta raó una de les condicions que afavoreixen l'impacte de l'efecte és proporcionar frases de personalitat positives. Per altra banda, també està relacionat amb el concepte del Biaix de la Confirmació (ratificat per Peter Cathcart Wason l'any 1960 però observat per molts autors com Francis Bacon) que explica la tendència d'acceptar, afavorir o recordar més fàcilment la informació que confirma les nostres creences i oblidar aquelles alternatives contràries. El que succeeix és que quan els subjectes escolten les descripcions de personalitat, recorden més fortament aquells aspectes en els quals s'hi senten molt identificats i tendeixen a ignorar aquells conceptes que no s'ajusten tant amb ells mateixos. Per això en finalitzar la lectura de la descripció es crea un biaix afavorint el grau d'acord amb el que aquesta els defineix.